# Christian Due-Boje
Christian Due-Boje, talora trascritto anche come Due-Boije (Farsta, 12 ottobre 1966), è un ex hockeista su ghiaccio svedese.

## Carriera
Di ruolo difensore, ha esordito con l'Hammarby IF nella stagione 1983/84, guadagnandosi la convocazione nella nazionale juniores per i campionati europei di categoria, e la promozione nella Elitserien, il massimo campionato svedese.
Tre anni dopo (e due mondiali juniores) passa al Djurgårdens IF. Tra le file della squadra di Stoccolma gioca per undici stagioni. Il punto più alto della sua carriera è senz'altro la vittoriosa partecipazione con la Svezia al torneo olimpico dei XVII Giochi olimpici invernali, durante le quali mette a segno anche una rete.
Dopo una stagione al Södertälje SK, nel 1998 si trasferisce in Germania dove giocherà per due stagioni con i Star Bulls Rosenheim.
Nel 2000 è tornato in Svezia, a Malmö coi Malmö Redhawks, dove ha giocato le sue ultime due stagioni. Si è ritirato al termine della stagione 2001/02.

## Vita privata
Anche il figlio Marcus Due-Boje è un giocatore di hockey su ghiaccio, di ruolo portiere.

## Palmarès

### Club
- Campionato svedese: 3

Djurgården: 1988-1989, 1989-1990, 1990-1991

### Nazionale
- Giochi olimpici: 1

Lillehammer 1994